# ترخان حدیثه سلطان
والدة سلطان أو السلطانة الام ترخان (بالعثمانية: ترخان سلطان، واسم الولادة: ناديا، ولدت في 1627 بروسيا وتوفيت في 1683) وهي زوجة السلطان العثماني إبراهيم الأول، ووالدة السلطان محمد الرابع، من ابرز أحفادها السلطانه روزهان، حصلت على لقب السلطانة الأم.